# 13369 Youngblood
13369 Youngblood este o planetă minoră (asteroid), cu un diametru de 12,812 km, din centura de asteroizi. A fost descoperită pe 28 octombrie 1998 la Magdalena Ridge Observatory⁠(d) de Lincoln Near-Earth Asteroid Research. 
Obiectul prezintă o orbită caracterizată de o semiaxă mare de 3,1231619 UAi, o excentricitate de 0,15, o înclinație de 1,34345 ° în raport cu ecliptica.